# Американска война за независимост
 Тази статия е за хода на военните действия.  За политическите събития вижте Американска революция.  
Американската война за независимост (на английски: American Revolutionary War или American War of Independence) е въоръжена съпротива срещу политиката на Британската империя в периода 1775 – 1783 г. Войната започва като битка между Кралство Великобритания и Тринадесетте бивши британски колонии на американския континент, и завършва като война, завладяла американския и европейския континент. Войната е кулминацията на обявяването на Тринадесетте колонии за обединена американска държава след Американската революция. Обединените американци се изправят срещу Британската империя, отхвърляйки властта на краля и Парламента на Англия да ги управляват без техни представители. Американците обявяват тази политика на английския парламент за нарушаваща техните права на британски граждани. През 1775 г. революционерите получават контрол над всички 13 местни парламента на американските колонии и свикват Втори континентален конгрес, на който сформират Континенталната американска армия.
Много от жителите на колониите обаче подкрепят британската корона и изпращат петиции до краля и до Парламента на Англия за потушаване на тази революция. На конгреса тези хора са обявени за предатели и изменници на идеята за независимост. В опит да предотвратят войната те подготвят мирно предложение до краля, известно като Петиция на маслинената клонка (на английски: Olive branch petition), с молба данъците на колониалните жители да бъдат намалени и те да получат представителство в английския парламент. Британският крал Джордж III и парламентът отхвърлят тази молба. В отговор през 1776 г. американците официално декларират своята независимост като Съединени американски щати, обявявайки се за нова суверенна държава и отхвърляйки господството на британската корона.
Франция решава да се намеси в конфликта между американците и Британската империя. Като начало през 1776 г. французите изпращат провизии, амуниции и оръжия на американците. Завладяването на северноамериканския континент от британската армия през 1777 г. дава повод на Франция официално да влезе във войната на страната на обединените щати и тя го прави през ранните месеци на 1778 г. Френските съюзници Испания и Холандската република също обявяват война на Британската империя.
Въпреки многото си противници, британският флот успява да завземе и окупира крайбрежните градове, но контролът над вътрешността на континента (където живее 90% от американското население) им се изплъзва поради малката численост на тяхната континентална армия. На страната на американците обаче застава френският флот, с чиято помощ американците завладяват земите на чероките и окончателно нанасят удар на Втора континентална британска армия в обсадата на Йорктаун през 1781 г. Войната приключва през 1783 г. с договора от Париж, където е обявена независимостта на Съединените щати и суверенитетът им върху териториите на север до Британските северни колонии, днес Канада, на юг до Флорида и до река Мисисипи на запад.

## Предистория
Над 150 години са изминали, откакто шепа пуритански поклонници, пристигнали на борда на Мейфлауър, основават Плимутската колония. Постепенно на последователни вълни пристигат и други имигранти, бягащи от религиозните конфликти, които разтърсват Европа. Французи, холандци, германци и скандинавци идват да търсят щастие, работа, разцвет и свобода. Първите имигранти водят тежък живот. Те трябва да се приспособяват към сурови условия на живот: студен климат на север, гъсти непроходими гори. Но индианците се показват гостоприемни и не изтласкват още малобройните европейци, които се установяват по атлантическото крайбрежие.
Около 1750 г. броят на американските заселници наближава милион. Повечето са с английски произход и групирани в тринадесет колонии, които се простират от реката Сейнт Лорънс до Флорида. Към бързо нарастващия им брой се прибавят и черните роби, доведени насила от Африка, пътували в нечовешки условия на роботърговските кораби, за да попълнят липсата на работна ръка в плантациите.

### Колониите на Севера, Центъра и Юга
Нова Англия обхваща колониите от Севера. Масачузетс е най-голямата. Населението е съставено от земеделци, рибари и занаятчии. В градовете се развиват текстилни манифактури, леярни, корабостроителници и складове. Богати търговци, подобно на големите буржоа в Англия, си построяват красиви вили с портици. Това е областта най-силно белязана от пуританството.
Колониите на центъра наброяват големи холандски и германски малцинства. Основният поминък са селското стопанство и търговията. Филаделфия със своите 40 000 жители е най-активният град в колониите. Южните колонии са най-богати и най-населени. Там се развива плантаторска икономика. В големите плантации чернокожи роби отглеждат за износ ориз, индиго, памук, захарна тръстика и тютюн. Обществото, доминирано от богатите плантатори, е силно разслоено.
Общ за заселниците е английският език. Всички са с протестантска вяра и морал, макар че има многобройни начини за практикуването им. Те споделят едно и също презрение към индианците, които ограбват и изтласкват на запад. Поданиците на Великобритания са управлявани от губернатор, назначен от Лондон, натоварен с прилагането на законите. Но те се учат на демокрация чрез местните събрания, които се провеждат във всяко село и град. Там разполагат с голяма свобода да водят сами делата си и да приспособяват институциите към нуждите си.

### Френска и индианска война
През 1763 г. Англия побеждава в Седемгодишната война срещу Франция от 1756 г. Тя си връща Канада и завоюва обширната територия, която отделя тринадесетте колонии от Мисисипи. Английското правителство възнамерява да експлоатира тези земи за себе си и забранява на американските заселници да се настаняват там под претекст, че защитава индианците. От друга страна, потънал във военни дългове, английският парламент утежнява клаузите в колониалния договор. Според последния колониите могат да продават продукцията си само на Англия и да купуват само от нея стоките, които са им нужни. От 1765 г. са наложени нови такси и мита (най-вече върху захарта и чая) единствено в полза на Англия.
Негодуванието на американците започва още от началото на колонизацията. Налагат им се данъци, които не са били обсъдени с тях. Англия не може да разбере призива на колониална Америка: „Няма представителство – няма данъци.“ Така се изразява недоволството, че в парламента на Великобритания няма представители на 13-те щата. Сериозните конфликти започват през 1765 г., когато е наложен т.нар. Гербов налог, с който се облага всичко, което излиза от печатниците, включително и картите за игра. Преди него има множество насилствено приложени договорености, осигуряващи монопола на Англия. Стоките от Новия свят се изкупуват на безценица, а се продават с пъти по-скъпо.

### Бостънското чаено парти
Положението става взривоопасно на 15 март 1770 г.: в Бостън британските войници, изправени срещу разярена тълпа, убиват много заселници. Но английското правителство остава неумолимо и запазва данъка върху чая. На 16 декември 1773 г. се случва един малък обрат – в Бостънския залив „армия“ от търговци, предвождани от Самюел Адамс изхвърлят във водата товара с чай от три английски кораба на Източно-индийската търговска компания. Реакцията на англичаните не закъснява: те затварят пристанището на Бостън до изплащане на щетите, ограничават свободите на колонията Масачузетс, чиято столица е Бостън, и подсилват гарнизона. С това събитие жителите на колониална Америка показват желанието си за независимост. През 1774 г. е свикан Първият континентален конгрес във Филаделфия, където за пръв път се споменава за скъсване с метрополията.

## Начало на конфликта
Всяка от страните се готви за сблъсък. Англия изпраща войски. Представителите на колониите се събират през 1774 г. в Пенсилвания, където очертават институциите на бъдещите Съединени щати. За да спечелят обществеността и чуждестранните правителства за каузите си, пратеници като Бенджамин Франклин обикалят Европа. Първият сблъсък става на 19 април 1775 г. когато колонистите от Масачузетс стрелят срещу „червените куртки“ (английските войски) в околностите на Бостън (Битки при Лексингтън и Конкорд). Месец по-късно на втори континентален конгрес, свикан отново във Филаделфия, се решава, че трябва да бъде събрана американска армия. Конгресът също взема мерки да замени английското правителство в административно отношение.

## Ход на военните действия
Американската война за независимост започва на 19 април 1775 г. в Масачузетс. На 4 юли 1776 г. тринадесетте колонии обявили независимостта си с Декларацията за независимост, дело на Томас Джеферсън и гласувана от Континенталния конгрес в Залата на независимостта, Филаделфия. Ето какво се казвало в нея: „Ние смятаме, че видни от само себе си са истините: всички хора са създадени равни, а техният създател ги е дарил с някои неотменими права, измежду които правото на живот, на свобода и на стремеж към щастие“. Този документ, написан от Томас Джеферсън, изобличава тиранията на английския крал Джордж III и утвърждава правото на бунт срещу това авторитарно управление. Важността ѝ произлиза от новите философски принципи, които са обявени в нея: върховенство на народа, равенство между хората и право на живот, свобода и щастие. Тези идеи са заети от френските революционери, които написват през 1789 г. „Декларация за правата на човека и гражданина“. Около 40 – 45% от населението на колониите по това време подкрепя войната, а 15 – 20% са на страната на британската корона. Верните на короната участвали вероятно с около 50 000 души по време на войната в сравнение с 250 000 на страната на подкрепящите независимостта.  30 000 германски наемни войници от Хесен участвали на страната на британците, като общият брой на германските и британски войници в Северна Америка бил 60 000, разположени на голяма площ от Канада до Флорида и повечето били назначени на служби в гарнизони, като 16 000 от тях били в Ню Йорк.
зависимост започнала през 1775 г. Първоначално бойните действия се развивали в полза на американците. Не след дълго обаче те се оказали в тежко положение. Армията им се състояла предимно от неопитни и зле въоръжени доброволци, които служели за кратък срок, и то главно на територията на своя щат. Срещу тях била изправена професионална армия, която била попълнена от германски наемници. Но скоро бунтовниците получават помощ от европейски доброволци, въодушевени от идеите им. Това са главно млади аристократи. Намесата им позволява да бъде спечелена първата победа при Саратога през 1777 г. Но американците имали предимството, че воювали на собствена територия и вярвали в правотата на каузата си. Ситуацията се променила едва когато за главнокомандуващ бил назначен богатият плантатор от щат Вирджиния Джордж Уошингтън, който се проявил като способен офицер по време на Френската и индианска война. Той реорганизирал американската армия, а американският пратеник в Париж Бенджамин Франклин успял да получи подкрепата на Франция за колониите.
През 1778 г. френското правителство решава да се намеси пряко в конфликта, за да изтрие унижението от загубата на Седемгодишната война. Военната му помощ е значителна: 6000 войници, флота, командвана от адмирал дьо Грас. Подкрепените бунтовници нанасят решителен разгром на англичаните при Йорктаун. Докато дьо Грас обстрелва английските позиции, армиите на Вашингтон и Рошамбо обсаждат лагера на английската армия, която скоро след това била принудени да капитулира. На 17 октомври 1781 г. кралството се предава: войната свършва. Англия се оттегля от полето на битките, загубила най-голямата и доходоносна колония, която някога е имала. Но чак след 2 години, на 3 септември 1783 г. във Версай, Париж, бил подписан мирен договор, чрез който се признава независимостта на новата държава – Съединени американски щати.

## Конституцията
След подписването на мирния договор с Англия основната задача на американците били да се изгради системата на управление на новосъздадената държава. През 1787 г. във Филаделфия било свикано Учредително събрание. След продължителни заседания, на които сблъскват мненията на привържениците на силната централна власт и на поддръжниците на по-голямата автономия на отделните щати, е приета Конституцията на Съединените американски щати, изработена в духа на демократичните просветителски идеи, която, макар и със значителни изменения, действа оттогава.
В нощта на 4 срещу 5 юли са отпечатани 150 – 200 копия на текста на Декларацията и не след дълго тя е разпространена и четена навсякъде из Тринадесетте колонии. Първото официално публично четене на документа се състои на 8 юли в Залата на независимостта във Филаделфия, същия ден публични четения се състоят и в Трентън, Ню Джърси, и в Ийстън, Пенсилвания.
Според нея Съединените щати се превърнали във федерална (съюзна) държава, в чието управление бил приложен принципът на разделение на властите. Още от онези времена законодателната власт принадлежи на Конгреса, който се състои от Камара на представителите, избрани съобразно броя на населението във всеки щат, и Сенат, в който всеки щат изпраща по двама свои представители. Висшата съдебна власт се упражнява от Върховен съд, чиито членове се назначават от президента със съгласието на Конгреса. Глава на изпълнителната власт е президентът, който се сменя на всеки на всеки четири години и има големи правомощия. Той назначава и ръководи правителството, има право да налага вето върху приетите от Конгреса закони и е главнокомандуващ въоръжените сили. Трите власти – изпълнителна, законодателна и съдебна – са независими една от друга и взаимно се контролират. Със своето републиканско управление новата държава рязко се отличавала от европейските държави, които по същото време се намирали под властта на кралския абсолютизъм. Това обстоятелство, както и огромните незаети територии с все още неизползвани природни богатства, привличали в Новия свят нови и нови заселници.
Първият президент е Джордж Вашингтон, от 1782 до 1789 г. Формата на управление, останала, е демократична федеративна република, т.е. държавата има централизирано управление, но всеки от щатите има право на собствена система от закони, която не трябва да е в разрез с решенията, взети от по-горни инстанции. Централната власт е изградена на принципи, заложени още в „Духа на законите“ и по-късно използвани за Великата френска революция. Има законодателна власт, представена от двукамарен парламент, изпълнителна власт – президент, избиран първоначално за 7, а по-късно за 5 и в съвремието 4 г., съдебната власт е независима от другите две и следи за изпълнението на законите по всяко време.
Един от основните мотиви за войната е икономически. Колонистите били принудени да плащат допълнителни данъци без да са съгласни с тях, а приходите били използвани за подпомагане на военните операции на кралството предимно в Европа. До налагането на допълнително парично облагане колонистите не били обединени, но наложените несправедливи мерки според тях ги обединило както никога преди това срещу британската корона. Първоначално в знак на несъгласие с политиката на метрополията започва бойкот на британските стоки, впоследствие се стига до активни действия, като известното изхвърляне на британски чай в Бостънското пристанище.
По-голямата част от верните на короната колонисти останали в Съединените щати преди и след войната (около 350 000 – 400 000 души), около 70 000 (62 000 бели и 8000 негри) или около 3% от американското население напуснали тринадесетте колонии: 46 000 отишли в Канада, 7000 във Великобритания, а 17 000 на Карибите. От средата на 80-те години на 18 век до края на века малък процент се завърнали от Нова Скотия и Карибите.

## Последици
Войната за независимост има значителни последствия. Първото е появата на независима нация, основана от европейски колонисти извън Европа. През 1787 г. тринадесетте щата приемат конституция, чрез която влизат в сила принципите в Декларацията за независимост: народът е провъзгласен за върховен суверен; изпълнителната власт е поверена на президент, а законодателната – на парламента или конгреса; всеки щат запазва институциите и независимостта си в рамките на федерацията.